# Batalha de Monte Castello
A Batalha de Monte Castello foi travada ao final da Segunda Guerra Mundial, entre as tropas aliadas e as forças do Exército Alemão, que tentavam conter o seu avanço no Norte da Itália. A batalha marcou a presença da Força Expedicionária Brasileira (FEB) no conflito. A batalha arrastou-se por três meses, de 24 de novembro de 1944 a 21 de fevereiro de 1945, durante os quais se efetuaram seis ataques, com grande número de baixas brasileiras devido a vários fatores. Quatro dos ataques não tiveram êxito, por falhas de estratégia, mas a batalha chegou a seu fim em 21 de fevereiro de 1945 com a vitória dos aliados, a derrota dos alemães e a tomada de Monte Castello por tropas brasileiras.

## Localização e contexto
Monte situado em Gaggio Montano, a 40 km a norte de Pistoia, cujo cemitério há um monumento aos combatentes brasileiros, e a 61,3 km a sudoeste de Bolonha. Um Monumento ai Caduti Brasiliani foi inaugurado na via Località Abetaia (SP623), próximo a Abetaia (Gaggio Montano). Coordenadas 44.221799°N 10.954227°E, a 977 m de altitude, nos Apeninos setentrionais, entre as regiões Toscana e Emília-Romanha. A batalha de Monte Castello está inserida na 2ª fase da Operação de Rompimento da Linha Gótica (no setor de responsabilidade do IV Corpo do V exército americano), na Campanha da Itália.

## A operação
Em novembro de 1944 a 1ª Divisão de Infantaria Expedicionária (DIE), após cumprir as missões a ela delegadas na frente de batalha no vale do rio Serchio (onde vinha combatendo há cerca de dois meses), foi enviada para a frente do rio Reno, na base dos Apeninos setentrionais, na divisa central das regiões Toscana e Emília-Romanha. Neste ponto da Linha Gótica, num perímetro que tinha um raio aproximado de 20 quilômetros, cobrindo uma área que tinha à frente montanhas sob controle dos alemães, o general Mascarenhas de Moraes montou seu quartel-general avançado, na localidade de Porretta Terme.
As posições de artilharia alemãs eram consideradas privilegiadas, submetendo os aliados à uma vigilância constante, dificultando qualquer avanço em direção à Bolonha e ao Vale do Pó. Estimativas davam conta que o inverno seria rigoroso, complicando a situação que no outono, já havia se degenerado devido às chuvas que transformaram as estradas já esburacadas pelos bombardeiros aliados, em lamaçais.
O general Mark Clark, comandante das Forças Aliadas na Itália, pretendia liberar com o IV Corpo de exército (do qual a divisão brasileira fazia parte), o caminho do 8º Exército Britânico rumo à Bolonha, antes que as primeiras nevascas começassem a cair. Entretanto, o complexo de defesas formado pelos alemães em torno de Monte Castello, (Lizzano in) Belvedere, Monte Della Torracia, Castelnuovo (di Vergato), Torre di Nerone e Castel D'Aiano, mostrou-se extremamente resistente.

## Forças alemãs
A frente italiana estava sob a responsabilidade do Grupo de Exércitos C, sob o comando do generaloberst Heinrich von Vietinghoff. A ele estavam subordinados três exércitos alemães: 10º, 14º e "Exército da Ligúria", este último defendendo a fronteira com a França. O 14º era composto pelo 14º Corpo Panzer e pelo 51º Corpo de Montanha. Dentro do 51º Corpo estava a 232ª DI Alemã, sob o comando do tenente-general Eccard Freiherr von Gablenz, um veterano de Stalingrado.
A 232ª foi ativada a 22 de junho de 1944, sendo formada por uma mescla de recém recrutados e veteranos da frente russa. Era composta por três regimentos de infantaria (1 043º, 1 044º e 1 045º), cada um com apenas dois batalhões, mais um batalhão de fuzileiros (batalhão de reconhecimento) e um regimento de artilharia com 4 grupos, além de unidades menores. Esta formação totalizava cerca de 9 mil homens. A idade da tropa variava entre 17 e 40 anos e os soldados mais jovens e aptos foram concentrados no batalhão de fuzileiros. Durante o final de 1944, esta unidade foi reforçada com elementos do 4º Batalhão de Montanha (Mittenwald), além de membros das 1ª Divisão SS e 1ª Divisão de Paraquedistas.

## Tentativas fracassadas
Como se constatou posteriormente, uma DI (divisão de infantaria) era tropa insuficiente para uma missão daquela magnitude naquelas condições e terreno. No entanto, como o comando aliado na Itália carecia de tropas e mantinha o objetivo de atingir Bolonha antes do Natal, assim foi determinado. Em 24 de novembro, o Esquadrão de Reconhecimento e o 3º Batalhão do 6º Regimento de Infantaria da 1ª DIE juntaram-se à Força-Tarefa 45 dos Estados Unidos para a primeira investida ao monte Castello.
No segundo dia de ataques tudo indicava que a operação seria exitosa: soldados americanos chegaram até a alcançar o cume do monte Castello, depois de conquistarem o vizinho Monte Belvedere. Entretanto, em uma contraofensiva poderosa, os homens da 232ª DI germânica, responsável pela defesa dos montes Castello e Della Torracia recuperaram as posições perdidas, obrigando os soldados brasileiros e americanos a abandonar as posições já conquistadas — com exceção do monte Belvedere.
Em 29 de novembro, planejou-se o 2º ataque ao monte. Nesta contraofensiva a formação de ataque seria quase em sua totalidade obra da 1ª DIE — com três batalhões — contando apenas com o suporte de três pelotões de tanques americanos. Todavia, um fato imprevisto ocorrido na véspera da investida comprometeria os planos: na noite do dia 28, os alemães haviam efetuado um contra-ataque contra o monte Belvedere, tomando a posição dos americanos e deixando descoberto o flanco esquerdo dos aliados.
Inicialmente a DIE pensou em adiar o ataque, porém as tropas já haviam ocupado suas posições e deste modo a estratégia foi mantida. Às 7 horas  uma nova tentativa foi efetuada.
As condições do tempo mostravam-se extremamente severas: chuva e céu encoberto impediam o apoio da força aérea e a lama praticamente inviabilizava a participação de tanques. O grupamento do general Zenóbio da Costa no início conseguiu um bom avanço, mas o contra-ataque alemão foi violento. Os soldados alemães dos 1 043º, 1 044º e 1 045º regimentos de infantaria barraram os avanços dos soldados. No fim da tarde, os dois batalhões brasileiros voltaram à estaca zero.
Em 5 de dezembro, o general Mascarenhas recebe uma ordem do 4º Corpo de que "caberia à DIE capturar e manter o cume do Monte Della Torracia — Monte Belvedere". Ou seja, depois de duas tentativas frustradas, Monte Castello ainda era o objetivo principal da próxima ofensiva brasileira, a qual havia sido adiada por uma semana.
Mas em  12 de dezembro de 1944, a operação foi efetivada, data que seria lembrada pela FEB como uma das mais violentas enfrentadas pela tropas brasileiras no teatro de operações na Itália. Com as mesmas condições meteorológicas da investida anterior, o 2º e o 3º batalhões do 1º Regimento de Infantaria fizeram, inicialmente, milagres. Houve inicialmente algumas posições conquistadas, mas o pesado fogo da artilharia alemã fazia suas baixas. Mais uma vez a tentativa de conquista se mostrou infrutífera e, o pior, causando 150 baixas, sendo que 20 soldados brasileiros haviam sido mortos.
A lição serviu para reforçar a convicção de Mascarenhas de que o monte Castello só seria tomado dos alemães se toda a divisão fosse empregada no ataque — e não apenas alguns batalhões, como vinha ordenando o 5º Exército. Somente em 19 de fevereiro de 1945, após a melhora do inverno o comando do 5º Exército determinou o início de uma nova ofensiva para a conquista do monte. Tal ofensiva denominada de Operação Encore utilizaria as tropas da 10ª Divisão de Montanha americana e da 1ª DIE.

## Ataque final
Desta vez a tática utilizada seria a mesma idealizada por Mascarenhas de Moraes em 19 de novembro, utilizando duas divisões. Assim, em 20 de fevereiro, as tropas da Força Expedicionária Brasileira apresentaram-se em posição de combate, com seus três regimentos prontos para partir rumo ao monte Castello. À esquerda do grupamento brasileiro, o avanço seria iniciado em 18 de fevereiro pela 10ª Divisão de Montanha dos Estados Unidos, tropa de elite, que tinha como responsabilidade tomar o monte Belvedere e garantir, dessa forma, a proteção do flanco mais vulnerável do setor.
A resistência alemã se fez mais uma vez presente, e a 10ª Divisão de Montanha americana não tinha assegurado suas posições, assim o ataque brasileiro ao Castello se fazia imprescindível. Tal ataque começou ao amanhecer do dia 21 de fevereiro, com o Batalhão Uzeda seguindo pela direita, o Batalhão Franklin na direção frontal ao monte, e o Batalhão Sizeno Sarmento aguardando nas posições privilegiadas que alcançara durante a noite, o momento de juntar-se aos outros dois batalhões. Conforme descrito no plano Encore, os brasileiros deveriam chegar ao topo do monte Castello no máximo ao entardecer, após a tomada do Monte Della Torracia ser executada pela 10ª Divisão de Montanha, de tal modo o comando do IV Corpo estava certo de que o Castello não seria tomado antes do Della Torracia. Entretanto, às 17h30, quando os primeiros soldados do Batalhão Franklin do 1º Regimento conquistaram o cume do monte Castello, os americanos ainda não haviam vencido a resistência alemã, só o fazendo noite adentro, quando com a ajuda de alguns elementos brasileiros que já haviam completado sua missão.
Grande parte do sucesso da ofensiva foi creditada à Artilharia Divisionária, comandada pelo general Cordeiro de Farias, que entre 16h e 17h do dia 21, efetuou um fogo de barragem perfeito contra o cume do monte Castello, permitindo a movimentação das tropas brasileiras.